# هم‌متناهی بودن
در ریاضیات، زیرمجموعه هم‌متناهی (به انگلیسی: Cofinite)، از یک مجموعه چون {\displaystyle X}، زیرمجموعه‌ای چون {\displaystyle A} است که متمم آن در {\displaystyle X} مجموعه‌ای متناهی باشد. به بیان دیگر، {\displaystyle A} شامل تمام اعضای {\displaystyle X} است به جز تعداد متناهی از آن‌ها. اگر متمم مجموعه مورد نظر متناهی نبوده بلکه شمارا باشد، به آن هم‌شمارا گفته می‌شود.
هنگام تعمیم ساختارهای روی مجموعه‌های متناهی به مجموعه‌های نامتناهی، این مفاهیم به‌طور طبیعی ظهور پیدا می‌کنند، به‌خصوص در مورد ضرب‌های نامتناهی، همچون توپولوژی حاصل‌ضربی یا جمع مستقیم.